# Tempestad (álbum)
Tempestad es el segundo álbum de estudio del grupo de rock mexicano La Barranca. Gran parte de los temas, así como su diseño gráfico (donde aparece un monstruo indeterminado, parecido al Leviatán, y diseñado por el artista Joel Rendón), hacen referencias al mar, tema que se promovió como inspiración central del disco, sin que se trate de un proyecto conceptual. Los sencillos de Tempestad fueron La caída y Día negro (ambas con videos).
Con este disco comienza la costumbre de hacer claras las referencias intertextuales incorporadas a las canciones. Los dos casos aclarados en el impreso son las canciones "Tal vez ni dios" y "Como una sombra".
Además cabe señalar que Día negro comienza con un ruido indeterminado (algo que parece girar), el mismo con que termina Huitzilac, la última pieza de El fuego de la noche, con lo que se establece una continuidad sonora entre ambos trabajos.

## Lista de canciones
| N.º   | Título                                                                                  | Escritor(es)                  | Duración |  |
| 1.    | «Día negro»                                                                             | Aguilera                      | 5:00     |  |
| 2.    | «La caída»                                                                              | Aguilera, Fong                | 3:28     |  |
| 3.    | «Tal vez ni dios» (Texto en náhuatl tomado del libro sexto del Códice Florentino)       | Aguilera                      | 4:07     |  |
| 4.    | «El velo»                                                                               | Aguilera, Fong                | 3:48     |  |
| 5.    | «El desafío»                                                                            | Aguilera, Fong                | 3:10     |  |
| 6.    | «Belleza»                                                                               | Aguilera, Fong, André         | 3:47     |  |
| 7.    | «El faro»                                                                               | Aguilera                      | 5:10     |  |
| 8.    | «La tempestad»                                                                          | Aguilera                      | 3:13     |  |
| 9.    | «Al final de la playa»                                                                  | Aguilera                      | 4:19     |  |
| 10.   | «El gran pez»                                                                           | Aguilera                      | 3:03     |  |
| 11.   | «Perla»                                                                                 | Aguilera, Fong, André         | 3:38     |  |
| 12.   | «Aeroplano»                                                                             | Aguilera, Fong                | 3:39     |  |
| 13.   | «Los muertos»                                                                           | Aguilera                      | 4:33     |  |
| 14.   | «Como una sombra» (Letra de la versión libre de La Malagueña, según el Trío de Pánuco.) | Aguilera, Fong, André, Gaytán | 4:00     |  |
| 15.   | «El desafío 1» (Pista adicional en reediciones)                                         | Aguilera, Fong                | 2:39     |  |
| 16.   | «Escafandra» (Pista adicional en reediciones)                                           | Fong                          | 2:50     |  |
| 17.   | «Ofrenda» (Pista adicional en reediciones)                                              | Aguilera, Fong,               | 4:30     |  |
| 64:50 |                                                                                         |                               |          |  |

## Músicos
- José Manuel Aguilera: Guitarras acústicas y eléctrica, voz, loops, jarana, percusiones, programación y coros.
- Federico Fong: Bajo, stick, piano, percusiones, programación y coros.
- Alfonso André:[nota 1] Batería, percusiones, programación, sampleos y coros.
- Jorge “Cox” Gaitán: Violín, guitarras (4, 8, 11 y 14), bajo (9), stick (12), maracas y coros.[3]

- Bola Domene: Percusiones (17)[4]

## Créditos
- Arreglos y producción: La Barranca.
- Grabado en El Submarino del Aire, Ciudad de México por Mike Harris  y Rodolfo Cruz.
- Mezclado por Mike Harris en Signature Sound, San Diego, Estados Unidos.
- Masterizado por Alan Yoshida en A&M Mastering Studios, Los Ángeles, Estados Unidos.
- Preproducido en El Potrero, Ciudad de México, por La Barranca.[3]
- Coordinación de producción: Prince.
- Asistente de producción: Raymundo “Max” Muñoz.

- Grabados: Joel Rendón.
- Logo y diseño: Gilberto Martínez Acosta.
- Fotografías: Carlos Somonte.
- Formación: Vicente Rojo Cama.[3]

- Mezcla y masterización de reedición: Eduardo Del Águila.[4]